# Dikke Margareta

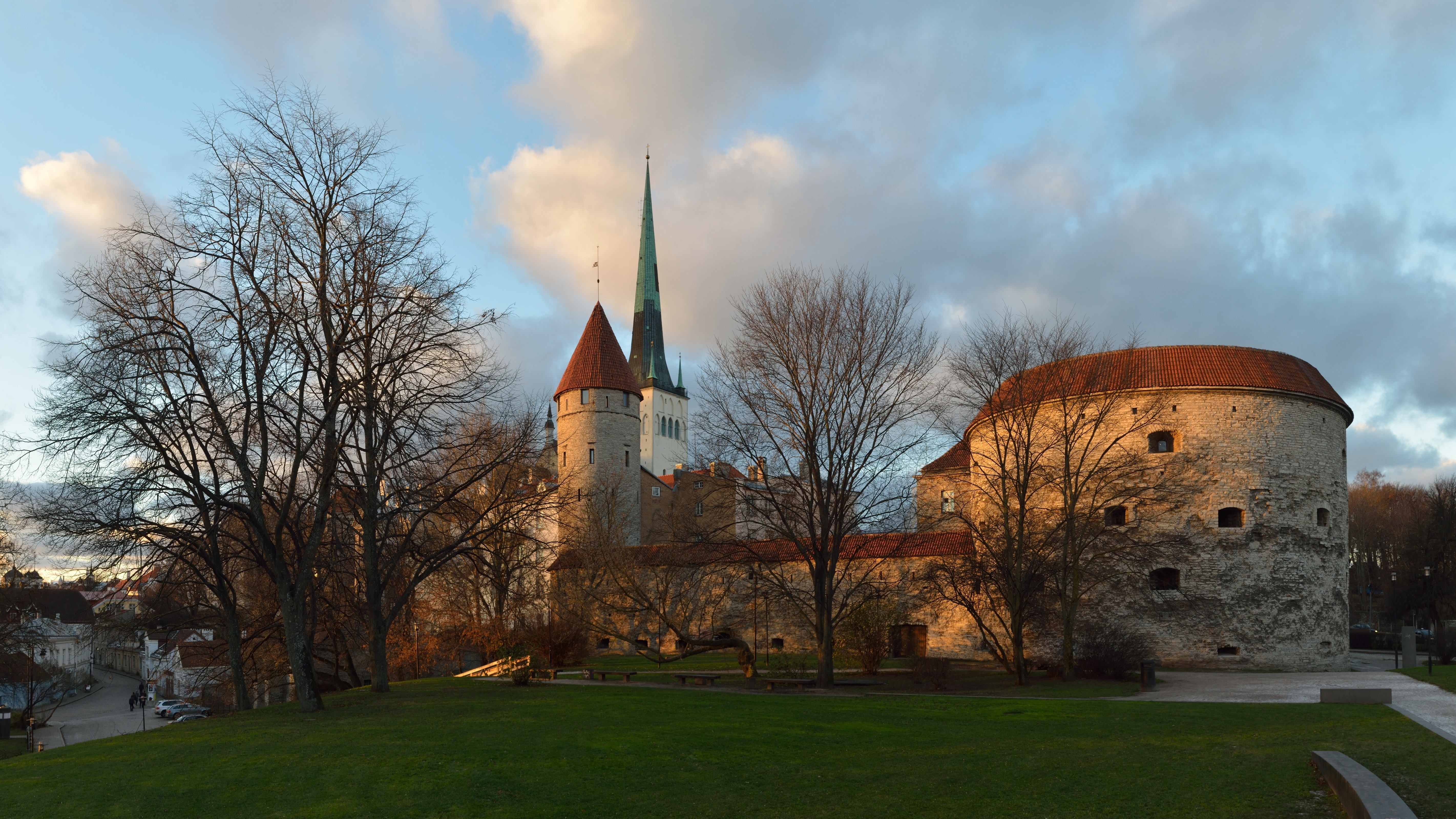
Dikke Margareta

De Dikke Margareta (Estisch: Paks Margareeta) is een kanontoren aan de stadsmuur van de oude binnenstad van Tallinn (Estland) met een doorsnee van 25 meter.
De toren werd gebouwd in de jaren 1518-1529 maar kreeg zijn bijnaam pas in 1842. Men volgde bij het versterken van Tallinn het systeem van de Nederlandse vestingen. De grote afmetingen waren bedoeld om eventueel voorbijvarende zeelui af te schrikken en hun ervan te overtuigen dat de stad onneembaar was. Ook werd deze toren gebruikt om politieke gevangenen op te sluiten. In de middeleeuwen bevond de haven zich op slechts een 300-tal stappen, achter de "Grote Kustpoort" die zich bij deze toren bevond.
Het Ests scheepvaartmuseum bevindt zich nu in deze toren.

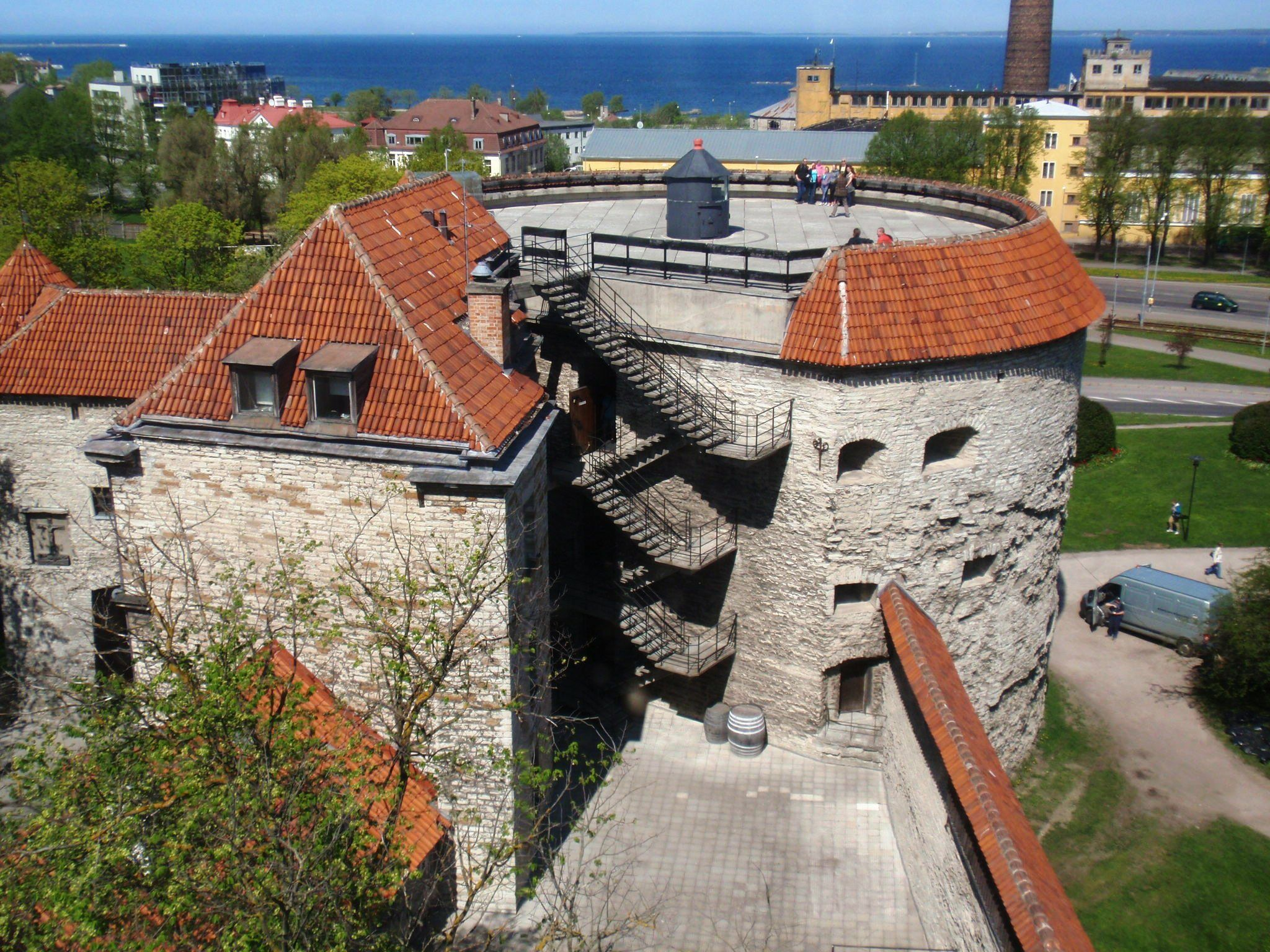
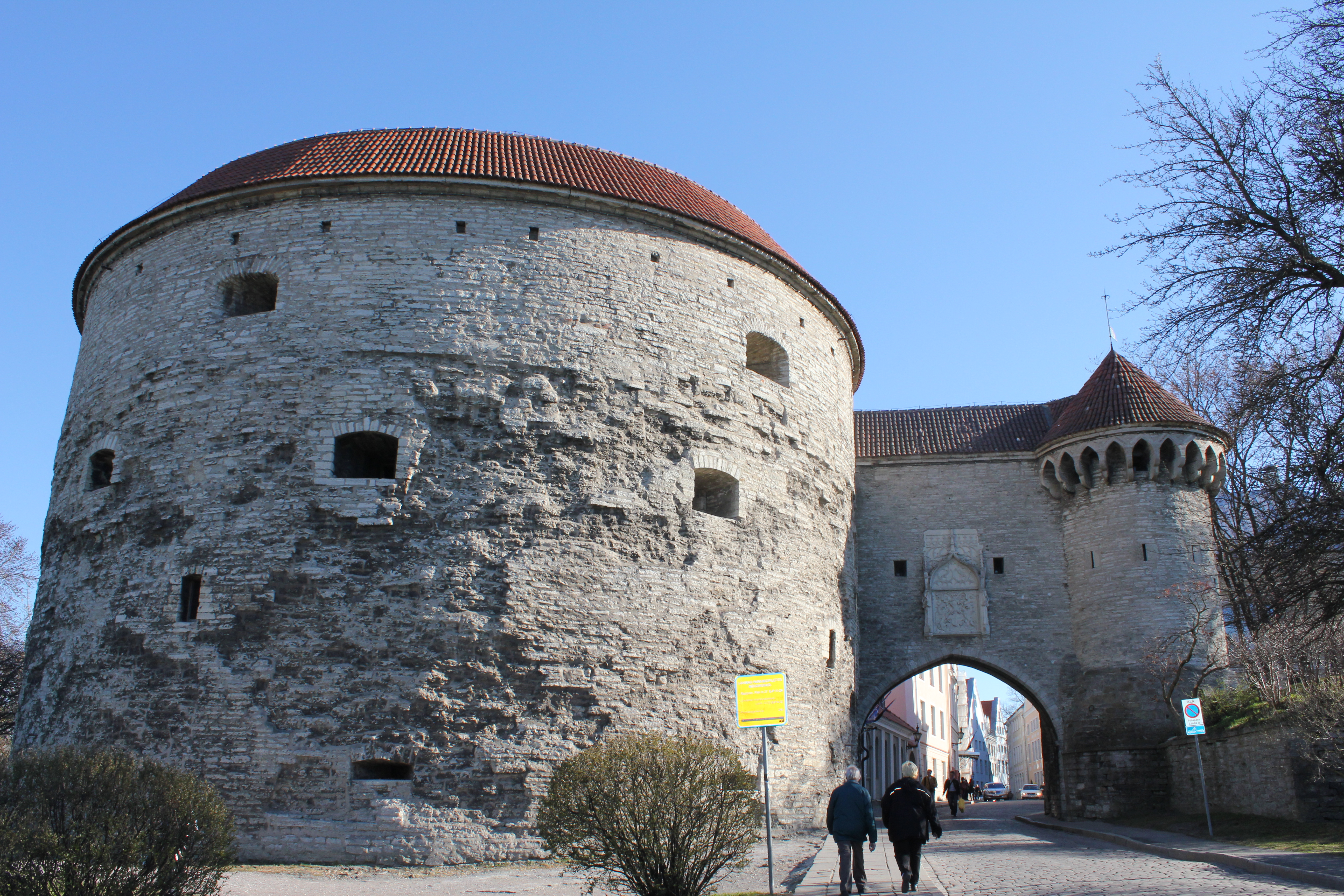
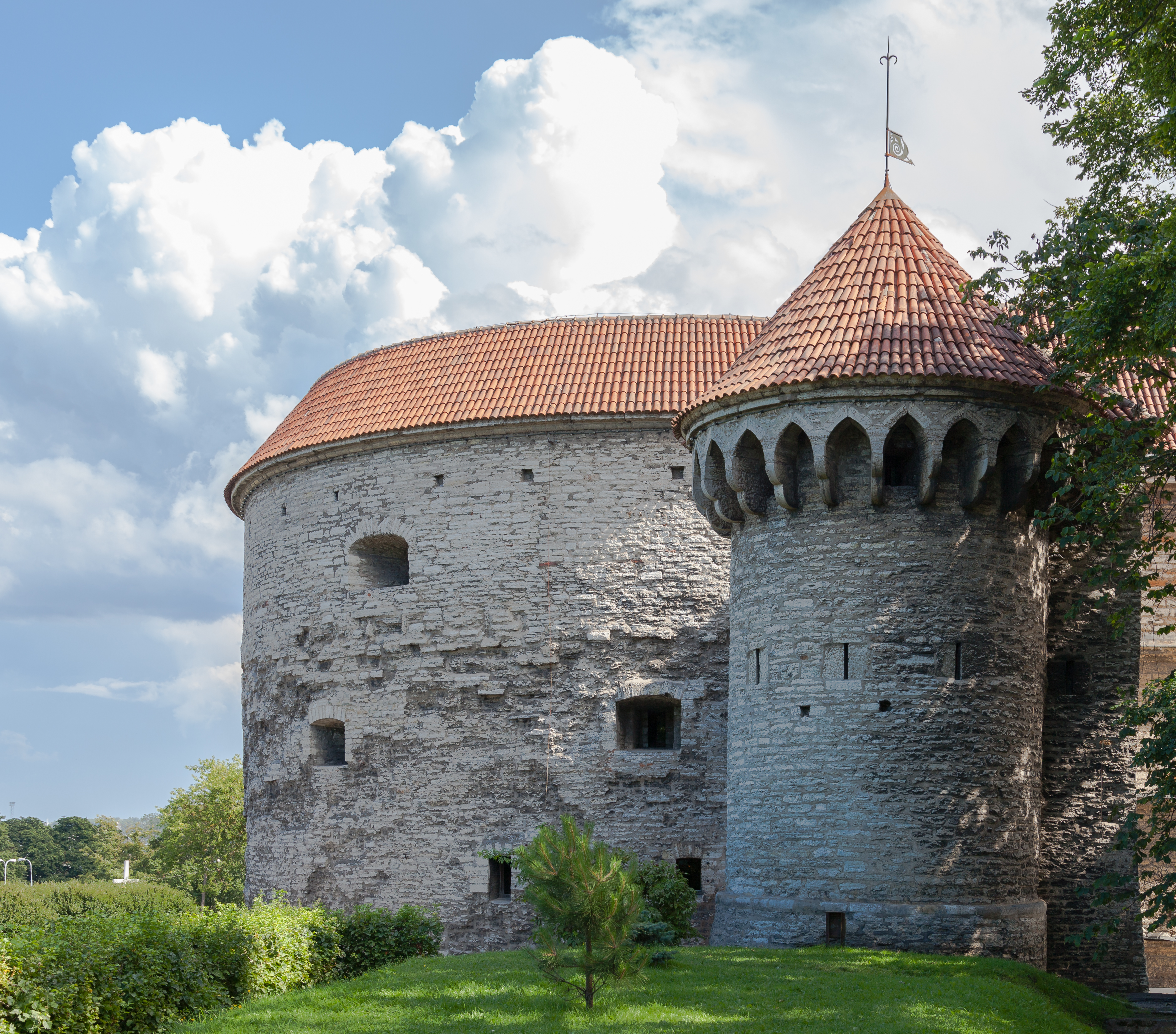
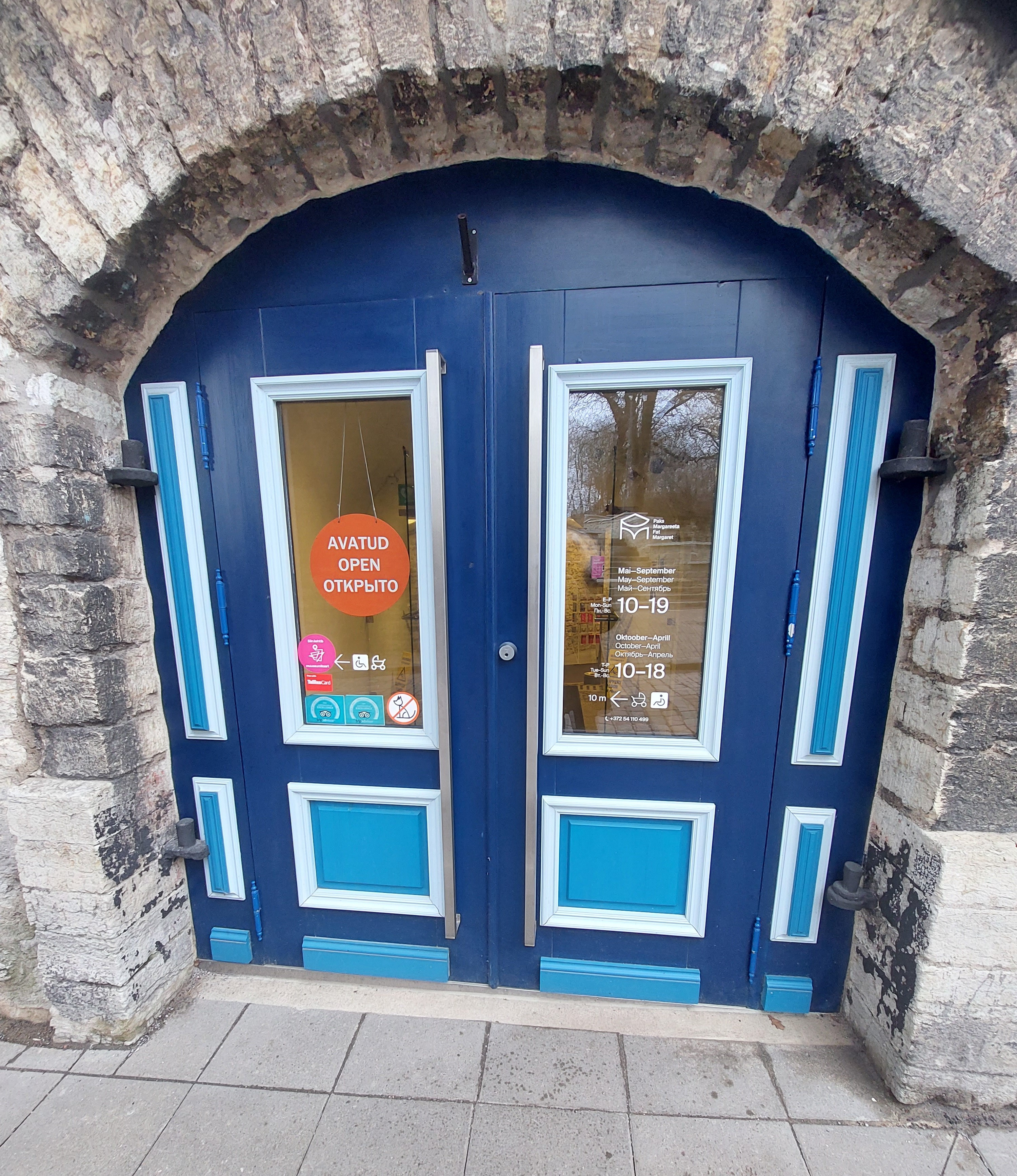